# Adrien François Lemaistre
Pour les articles homonymes, voir Lemaistre.
Adrien François Lemaistre est un homme politique français né le 17 juin 1783 au Havre (Seine-Maritime) et décédé le 11 juillet 1853 à Berne (Suisse).
Propriétaire, maire du Havre (25 décembre 1831 - 15 mars 1848), il est député de la Seine-Inférieure de 1834 à 1837, siégeant dans les rangs du Tiers Parti.

## Sources
- « Adrien François Lemaistre », dans Adolphe Robert et Gaston Cougny, Dictionnaire des parlementaires français, Edgar Bourloton, 1889-1891 [détail de l’édition]